# ناحیه دالی مونت، شهرستان تراورس، مینه سوتا
ناحیه دالی مونت (به انگلیسی: Dollymount Township) یک منطقهٔ مسکونی در ایالات متحده آمریکا است که در شهرستان تراوس، مینه‌سوتا واقع شده‌است.
 ناحیه دالی مونت ۹۹٫۴ کیلومتر مربع مساحت و ۸۳ نفر جمعیت دارد و ۳۲۰ متر بالاتر از سطح دریا واقع شده‌است.